# 音速ライン
音速ライン（おんそくライン）は、日本のロックバンド。英語表記：onso9line。所属レーベルはよしもとアール・アンド・シー、所属事務所はU's MUSIC。

## メンバー
- 藤井敬之（ふじい よしゆき、1973年6月13日（52歳））
ボーカル・ギター担当。福島県いわき市出身。現在は福島県郡山市在住。血液型はO型。全楽曲の作詞作曲を手掛ける。初めての楽曲制作は東北福祉大学在学中だった20歳を過ぎたとき。姉の影響でコーラスに興味を持つ。
小学校高学年のころ、ヘヴィメタルを聴き始める。最初はドラムに興味を持ちブルーチップを集め小型のドラムセットを入手。そのドラムをものにすれば本物を買ってあげると親に言われ、練習に没頭するもエイトビート程度しか叩けず伸び悩んでいた。そんななか、エレキギターを弾く兄の影響で家にあったクラシックギターを見よう見まねで弾き始める。小学5-6年生ごろ、初めてエレキギターを購入する際に弾きやすいギターを兄に尋ねたところ「フライングV」を勧められ、騙されて購入してしまう。ちなみに兄は音速ラインの前身バンド『スーパーリラックス』のメンバーだった。
既婚者。かつてのライブにて「眼鏡を取るのは奥さんの前だけ」という発言をしていた。
ギターは、Italia GuitarsのMondial Classic、ギブソンSG、ギブソン・メロディーメーカーなど。一時期、フェンダー・ストラトキャスター等も使用していた。
趣味のDIYが高じてグッズ制作なども手掛ける。
ライブMCなどで、忘れっぽいからその時の感情などを記憶に留めるために曲を書いているとたびたび発言している。

- 大久保剛（おおくぼたけし、1979年8月16日（45歳））
ベース担当。東京都狛江市出身。血液型A型。中学3年の終わりに前サポートドラマーの大木昌に「コピーバンドのベースがいないからやれ」と言われベースを始める（大木とは小学校からの幼馴染）。大木と共にリリックス（2005年解散）というバンドのメンバーだったが2002年4月に脱退。使用ベースはフェンダー・ジャズベース。PVでは、ギブソン・サンダーバードを使用している。
かつてフジファブリックの金澤ダイスケとバンドを組んでいた。
藤井曰く、いつどこでなにをしたかなどを正確に記憶しているらしい。
公には2025年時点では活動休止中とされている。

### 元メンバー
- 菅原健生（すがわら たけお、1977年4月2日（48歳））
ドラム担当。神奈川県川崎市出身。血液型O型。右足の神経麻痺を理由に2005年12月31日をもって脱退。
元T-SQUAREのドラマー・則竹裕之にかつて師事していた。現在はアシッドジャズバンドPADRAのドラム・パーカッションとして活動中。[1]

## 概要
ボーカル・ギターの藤井が福島県郡山市在住のため、他のメンバーが福島まで赴き楽曲制作するかたちをとる遠距離バンド。
特にライブ活動に注力しており、固定サポートメンバー（ギター、ドラム）と活動している。
PVはストーリー性を重視し、演奏シーンを極力排除した構成なため匿名性の高い作品が多い。
2ndシングル『街風』リリース後、同シングルのジャケット写真がネットからの無断転用であると撮影者（一般人・小学生）の家族がブログで指摘した。当該記事にはレコード会社との交渉の経緯が詳細に記され、会社側が「メンバーが撮影した写真」と虚偽の説明をしていたことも明らかとなった。一連の騒動がネット上で話題となる中で「スワロー」のジャケット写真もネットからの無断転用であることが判明した。その後、公式サイトにて謝罪文を掲載。これまでのジャケット写真は会社が決定し、メンバーは全く関与していなかったとしている。

## 来歴
- 2003年
  - 4月1日、藤井と菅原らが在籍していたバンド『スーパーリラックス』解散後、大久保を加えて音速ラインを結成。3人の関係は、菅原が藤井の大学時代の友人の弟、大久保が菅原の後輩。自主レーベル「音速ライフ工房」を創立し、自主音源制作を開始。
- 2004年
  - 5月10日、ミニアルバム『うたかた』でインディーズデビュー。
- 2005年
  - 4月13日、シングル『スワロー』をユニバーサルミュージックよりリリースし、メジャーデビュー。
  - 12月31日、COUNTDOWN JAPAN05/06をもって菅原（ドラム）が脱退。脱退理由として、右足の神経麻痺によりバスドラムのペダルを踏むことがままならなくなったためとしている。
- 2007年
  - 4月1日、初のレギュラーラジオ番組『音速ラインのラジオ百景』を東北6県ネットで放送開始。
- 2009年
  - 1月14日、初のベストアルバム『おとし玉〜ベリー ベスト オブ 音速ライン』をリリース。
- 2010年
  - よしもとアール・アンド・シーへ移籍。

## ディスコグラフィー

### シングル
|              | 発売日         | タイトル               | 規格   | 規格品番                                          | 順位                 |
| ------------ | -------------- | ---------------------- | ------ | ------------------------------------------------- | -------------------- |
| インディーズ | 2003年6月14日  | スローライフ           | 12cmCD | OLC-002                                           |                      |
| 1st          | 2005年4月13日  | スワロー               | 12cmCD | UPCH-5298                                         | 74位                 |
| 2nd          | 2005年6月15日  | 街風                   | 12cmCD | UPCH-5315                                         | 73位                 |
| 3rd          | 2005年10月12日 | 逢瀬川                 | 12cmCD | UPCH-5342                                         | 39位                 |
| 4th          | 2006年3月8日   | ナツメ                 | 12cmCD | UPCH-5369                                         | 43位                 |
| 5th          | 2006年5月31日  | みずいろの町           | 12cmCD | UPCH-5391                                         | 53位                 |
| 6th          | 2007年3月21日  | 真昼の月               | 12cmCD | UPCH-89001（初回生産限定盤） UPCH-80011（通常盤） | 46位                 |
| 7th          | 2007年6月6日   | 恋うた                 | 12cmCD | UPCH-89006（初回生産限定盤） UPCH-80024（通常盤） | 40位                 |
| 8th          | 2007年10月10日 | 青春色                 | 12cmCD | UPCH-89012（初回生産限定盤） UPCH-80041（通常盤） | 32位                 |
| 9th          | 2008年3月12日  | 半分花                 | 12cmCD | UPCH-80065                                        | 65位                 |
| 10th         | 2008年6月11日  | ロレッタ               | 12cmCD | UPCH-80077                                        | 46位                 |
| 11th         | 2008年9月24日  | ポラリスの涙           | 12cmCD | UPCH-89031（初回生産限定盤） UPCH-80089（通常盤） | 19位                 |
| 12th         | 2011年6月8日   | Nir                    | 12cmCD | YRCN-90146                                        | 40位                 |
| 13th         | 2013年9月4日   | ありがとね             | 12cmCD | YRCU-90503                                        | (タワーレコード限定) |
| 13th         | 2017年11月22日 | 明日君がいなくなったら | 12cmCD | OLK-002                                           | (タワーレコード限定) |

### 配信限定シングル
| 発売日         | タイトル                                             |
| -------------- | ---------------------------------------------------- |
| 2007年11月14日 | DATE FM開局25周年メッセージソング 半分花～RADIO EDIT |
| 2010年11月17日 | music                                                |
| 2010年12月15日 | 空はマボロシ                                         |
| 2011年1月19日  | 打ち上げ花火                                         |
| 2011年9月14日  | 空になる (合唱バージョン)                            |
| 2011年12月28日 | Winter Snow (Premix)                                 |
| 2012年10月10日 | 逢いたい (from Grateful A.C.)                        |
| 2014年3月3日   | SHINJUKU5DAYS                                        |
| 2016年12月1日  | チルは散る (アコースティック ver)                    |
| 2016年12月5日  | チルは散る (会場限定販売 ver)                        |
| 2019年8月7日   | Sugar&Spice                                          |

### フルアルバム
|              | 発売日         | タイトル                 | 規格   | 規格品番   | 順位 |
| ------------ | -------------- | ------------------------ | ------ | ---------- | ---- |
| インディーズ | 2002年         | 風景描写                 | 12cm   | OLC-001    |      |
| 1st          | 2005年11月16日 | 風景描写                 | 12cmCD | UPCH-1440  | 28位 |
| 2nd          | 2006年7月26日  | 100景                    | 12cmCD | UPCH-1504  | 29位 |
| 3rd          | 2007年11月14日 | 三枚おろし               | 12cmCD | UPCH-20054 | 24位 |
| 4th          | 2008年10月22日 | 風恋花凛                 | 12cmCD | UPCH-20114 | 22位 |
| 5th          | 2011年2月16日  | 音速の世界               | 12cmCD | YRCN-95154 | 29位 |
| 6th          | 2012年2月22日  | Alternative              | 12cmCD | YRCN-95183 | 48位 |
| 7th          | 2013年10月9日  | from shoegaze to nowhere | 12cmCD | YRCN-95219 | 65位 |
| 8th          | 2016年11月16日 | 鋼鉄の魔法使い           | 12cmCD | OLK-1      |      |
|              | 2022年9月7日   | 風景描写2002             | 12cmCD | OLK-4      |      |

### ミニアルバム
|                     | 発売日         | タイトル      | 規格   | 規格品番   | 順位  |
| ------------------- | -------------- | ------------- | ------ | ---------- | ----- |
| インディーズ        | 2004年5月10日  | うたかた      | 12cmCD | RTSC-009   | 268位 |
| インディーズ        | 2004年10月20日 | 青い世界      | 12cmCD | RTSC-010   | 275位 |
| 1st                 | 2010年7月21日  | 空になる      | 12cmCD | YRCN-95148 | 37位  |
| 2nd（セルフカバー） | 2012年10月24日 | Grateful A.C. | 12cmCD | YRCN-95197 | 90位  |

### ベストアルバム
|     | 発売日         | タイトル                                 | 規格   | 規格品番                                      | 順位  |
| --- | -------------- | ---------------------------------------- | ------ | --------------------------------------------- | ----- |
| 1st | 2009年1月14日  | おとし玉〜ベリー ベスト オブ 音速ライン  | 12cmCD | UPCH-29203（初回限定盤） UPCH-20135（通常盤） | 15位  |
| 2nd | 2009年12月16日 | 風味絶佳 〜音速ライン レア・トラック集〜 | 12cmCD | UPCH-20181                                    | 113位 |
| 3rd | 2019年9月4日   | 「おてもと」Very Best Of ONSO9LINE       |        |                                               |       |

### 参加作品
| 発売日         | タイトル                                                           | 参加楽曲                 | 規格   | 規格品番   | 順位  |
| -------------- | ------------------------------------------------------------------ | ------------------------ | ------ | ---------- | ----- |
| 2005年7月20日  | THE BLUE HEARTS TRIBUTE 2005 EDITION                               | リンダリンダ             | 12cmCD | UPCH-1422  |       |
| 2006年5月10日  | ALL APOLOGIES                                                      | breed                    | 12cmCD | UPCH-1489  | 48位  |
| 2006年11月22日 | Radiohead Tribute-Master's Collection-                             | HIGH AND DRY             | 12cmCD | GYCL-10018 |       |
| 2008年2月2日   | 吉田拓郎トリビュート〜結婚しようよ〜                               | シンシア                 | 12cmCD | TECI-1170  | 140位 |
| 2008年1月16日  | 「ネガティブハッピー・チェーンソーエッヂコンピレーションアルバム」 | 上昇気流                 | 12cmCD | UPCH-20067 |       |
| 2008年7月30日  | 「歌鬼（GA-KI）〜阿久悠トリビュート〜」                            | 恋のダイヤル6700         | 12cmCD | UPCH-20095 | 10位  |
| 2010年12月15日 | 「はっぴいえんど 『CITY』 COVER BOOK(1983-2010)」                  | 夏なんです               | 12cmCD | DDCB-12341 |       |
| 2012年2月22日  | 「IBUKI-春の息吹 HARU NO IBUKI-」                                  | 街風                     | 12cmCD | UICZ-8096  |       |
| 2012年10月3日  | 果山サキ「さよなら、愛してた。」                                   | 逢いたい with 音速ライン | 12cmCD | CRCP-10277 |       |

### 楽曲提供
- misono　「夢幻期限」「ラストソング」（作曲・編曲）
- 住岡梨奈　「一分間だけ」「DROPS」（作詞・作曲・編曲）

## ミュージックビデオ
| 監督                         | 曲名                                                                   |
| 浅川英郎                     | 「恋うた」                                                             |
| 大澤健太郎＆ショウダユキヒロ | 「ありがとね」                                                         |
| 大坪草次郎                   | 「ポラリスの涙」「半分花」                                             |
| 川村ケンスケ                 | 「みずいろの町」「ナツメ」「ロレッタ」「逢瀬川」「上昇気流」「青春色」 |
| サキタニユウキ               | 「心のままに」                                                         |
| 須永秀明                     | 「Nir」「打ち上げ花火」                                                |
| 土屋隆俊                     | 「ここにいる」「スワロー」「逢いたい」(新川優愛・井上正大主演)「街風」 |
| 中村浩紀                     | 「夏色の風」                                                           |
| 深津昌和                     | 「真昼の月」                                                           |
| 不明                         | 「冬の空」「心の中にパレードを」「Baby Baby!!!!!」                     |

## タイアップ一覧
| 使用年 | 曲名                 | タイアップ                                                                       |
| ------ | -------------------- | -------------------------------------------------------------------------------- |
| 2005年 | スワロー             | TBS系『COUNT DOWN TV』2005年4月度オープニングテーマ                              |
| 2005年 | 街風                 | JR東海「超電導リニア館」CMソング                                                 |
| 2006年 | 逢いたい             | グリコ「ポッキー」スペースシャワーTVバージョンCMソング                           |
| 2006年 | ナツメ               | テレビ東京系『JAPAN COUNTDOWN』2006年3月度エンディングテーマ                     |
| 2007年 | 真昼の月             | 日本テレビ系『音楽戦士 MUSIC FIGHTER』2007年3月度エンディングテーマ              |
| 2007年 | 真昼の月             | 福島中央テレビ『ゴジてれ土曜版』3月度エンディングテーマ                          |
| 2007年 | 真昼の月             | JFN東北6局レギュラー番組『音速ラインのラジオ百景』テーマソング                   |
| 2007年 | ありがとうの唄       | 福島中央テレビ『ゴジてれシャトル』/『ゴジてれ土曜版』エンディングテーマ          |
| 2007年 | 恋うた               | テレビ東京系『スキバラ』2007年6月度エンディングテーマ                            |
| 2007年 | コトノハ             | CAPCOM ニンテンドーDS用ゲームソフト「ロックマンゼクス アドベント」CMソング       |
| 2007年 | 青春色               | テレビ東京系『PVTV』2007年10月度オープニングテーマ                               |
| 2007年 | 半分花～RADIO EDIT   | Date fm開局25周年メッセージソング                                                |
| 2008年 | 上昇気流             | 日活配給映画『ネガティブハッピー・チェーンソーエッヂ』挿入歌                     |
| 2008年 | 半分花               | TBS系『恋するハニカミ』2008年3月度エンディングテーマ                             |
| 2008年 | 半分花               | 福島中央テレビ『ゴジてれ Chu !』エンディングテーマ（2008年3月31日 - 2009年12月） |
| 2008年 | 半分花               | カルビー「夏ポテト」WebCMソング                                                  |
| 2008年 | ポラリスの涙         | NHK教育アニメ『テレパシー少女 蘭』エンディングテーマ                             |
| 2008年 | ポラリスの涙         | 毎日放送『music channel Hz』エンディングテーマ                                   |
| 2010年 | 空になる             | 福島中央テレビ40th（開局40周年）オリジナルキャンペーンソング                     |
| 2010年 | 空になる             | 福島中央テレビ『ゴジてれ Chu !』エンディングテーマ（2010年1月 - 2012年12月）     |
| 2010年 | 空になる             | テレビ東京『ものスタMOVE』エンディングテーマ（2010年7月26日 - 10月1日）          |
| 2010年 | 夏色の風             | 日本テレビ系『ダウンタウンDX』8・9月度エンディングテーマ                         |
| 2011年 | 打ち上げ花火         | フジテレビ系『HEY!HEY!HEY! MUSIC CHAMP』2・3月度エンディングテーマ               |
| 2011年 | 打ち上げ花火         | テレビ神奈川『Mutoma』テーマソング                                               |
| 2011年 | music                | NHK-FM『ミュージックライン』2・3月度オープニングテーマ                           |
| 2011年 | Winter snow（premix) | TBS系『もてもてナインティナイン』11・12月エンディングテーマ                      |
| 2012年 | 心のままに           | ABCテレビ『Oh!どや顔サミット』2・3月度エンディングテーマ                         |
| 2012年 | i know i know        | 関西テレビ『雨上がり食楽部』2・3月度エンディングテーマ                           |
| 2012年 | music                | 映画『幸運の壺 Good Fortune』エンディングテーマ                                  |
| 2012年 | 心の中にパレードを   | 読売テレビ・日本テレビ系『秘密のケンミンSHOW』エンディングテーマ                 |
| 2012年 | 心の中にパレードを   | 読売テレビ『にけつッ!!』エンディングテーマ                                       |
| 2013年 | 心のままに           | 福島中央テレビ『ゴジてれ Chu !』エンディングテーマ（2013年1月 - ）               |
| 2013年 | ありがとね           | ABCテレビ『今ちゃんの「実は…」』10月度エンディングテーマ                         |
| 2013年 | ありがとね           | テレビ東京系『腹ペコ!なでしこグルメ旅』エンディングテーマ                        |
| 2019年 | Sugar&Spice          | 読売テレビ『にけつッ!!』8・9月エンディングテーマ                                 |

## ヘビーローテーション/パワープレイ

### テレビ
| 放送年 | 曲名     | ヘビーローテーション/パワープレイ           |
| ------ | -------- | ------------------------------------------- |
| 2010年 | 夏色の風 | 日本テレビ系『ハッピーMusic』POWER PLAY     |
| 2010年 | 夏色の風 | 全国音楽情報TV『Music B.B.』9月度POWER PLAY |

## 出演番組

### テレビ
- MUSIC BARパロパロMC（藤井のみ、2009年4月 - 、テレビユー福島　毎週水曜24時29分 - 25時29分）
  - 増子直純（怒髪天）・引地洋輔（RAG FAIR）とともに『増子屋』『引地屋』『藤井屋』として2週ごとにMCを交替で担当。
- 地元応援バラエティ このへん!!トラベラー（2010年9月9日、東北放送）
- COOK音楽（2012年2月25日、TBS）

### ラジオ
- 音速ラインのラジオ百景（2007年4月11日 - 2009年3月29日、エフエム福島 / エフエム仙台 / エフエム岩手 / エフエム秋田 / エフエム青森 / エフエム山形、毎週日曜22時00分 - 22時30分[6][7]）
- Kick Us（2009年5月3日 - 2010年5月2日、エフエム福島 / エフエム仙台、2009年9月までは毎週日曜18時半 ‐ 19時00分・2009年10月以降は毎週日曜21時00分 - 21時30分[8]） ‐ 藤井のみレギュラーパーソナリティ
- Kick Us2（2010年5月9日 ‐ 2011年5月29日、毎週日曜21時00分 - 21時30分[9]） ‐ 藤井のみレギュラーパーソナリティ
- 音速ライン On and On（2011年6月5日 ‐ 2012年1月29日、毎週日曜21時00分 - 21時30分[10]） ‐ 藤井のみレギュラーパーソナリティ
- 二畳半レコードオンラヂオ（2012年2月4日 ‐ 、エフエム福島、毎週土曜・昼12時30分 ‐ 13時00分[11]） ‐ 藤井のみレギュラーパーソナリティ

## 主なライブ

### ワンマンライブ・主催イベント
- 2005年07月22日 - デーモンナイト☆東京
- 2005年12月 - ゴーストバスターツアー 2005
- 2006年09月 - TOUR カッパッパ 2006
- 2008年09月10日-28日（9公演） - TOURヘチマとか2008
- 2009年01月17日-02月21日（13公演） - TOURハッとしてサプライズ2009
- 2009年07月28日 - SHINJUKU LOFT 10TH ANNIVERSARY ～PREMIUM ONEMAN LIVE
- 2009年11月08日 - ビール☆ナイト 2009～スージューケーオツ～
- 2010年04月18日-05月21日（12公演） - TOURふしぎ発見2010 ～遺跡にまつわるエトセトラ～
- 2010年06月22日 - TOUR ふしぎ発見2010～遺跡にまつわるエトセトラ～追加公演「未知との遭遇2010」
- 2011年03月-06月18日（28公演） - 音速ライン TOUR2011 音速の世界
- 2011年12月15日 - 音速ライン presents LIVE ONandON!!! 
w/スネオヘアー/おお雨（おおはた雄一+坂本美雨）with 伊藤大地/川嶋あい
- 2012年03月16日-05月11日（13公演） - 心のままにチョックインツアー2012
- 2012年10月30日-11月22日（15公演） - 音速ライン Grateful A.C.Tour2012
- 2012年12月18日-20日 - 音速ライン 年忘れLIVE～あれ?激しいのしかやらないの?2012Final～
- 2013年 - TOURしたいのA.C.2013
- 2013年10月19日-11月02日（4公演） - TOUR K-ROCK 2013
- 2014年02月23日-27日（5公演） - 『音速ライン』×『LOFT』新宿5DAYS
- 2016年02月11日-17日（2公演） - 音速ラインワンマン2016 「アメリカのバンド」
- 2017年03月06日-04月04日（5公演） - TOUR鋼鉄の魔法使い2017
- 2017年12月10日-12月28日（4公演） - ワンマンツアー『音速ライン15th ANNIVERSARY 2017～2018プロジェクト第四弾 音速ラインTOUR ハイボールミラーボール2017』
- 2018年04月08日-05月20日（4公演） - TOUR音速ライン2018
- 2018年08月20日-21日（2公演） - 音速ライン15th ANNIVERSARY 2017～2018プロジェクト第7弾「音速ラインTOUR がっぷりよつ2018」
w/おいしくるメロンパン
- 2018年12月16日-2019年01月13日（4公演） - うたかたレコード発売記念ツアー「くるくるレコード」
- 2019年9月 - 音速ラインTOUR「おてもと」2019